# 김정복
김정복(金井復, 1946년 2월 16일 ~ , 부산 동래)은 대한민국의 공무원이다.

## 학력
- 부산고등학교 졸업
- 부산대학교 상학 학사

## 경력
- 국세청 총무과장
- 국세청 국제조세국장
- 부산지방국세청장
- 중부지방국세청장
- 국가보훈처 차장
- 국가보훈처장

## 수상
- 1983년 : 녹조근정훈장
- 2005년 : 황조근정훈장

| 전임 배철호 | 제20대 국가보훈처 차장 2005년 6월 23일 ~ 2007년 4월 20일 | 후임 정일권 |

| 전임 박유철 | 제26대 국가보훈처장 2007년 4월 20일 ~ 2008년 2월 28일 | 후임 김양 |